# ایکینجی جابانی
ایکینجی جابانی (به لاتین: İkinci Cabanı، پیش از ۱۹۹۹ دزرینوفکا Dzerjinovka و نیکلایفکا Nikolayevka) یک منطقه مسکونی در جمهوری آذربایجان است که در شهرستان شماخی واقع شده است.